# 민주주의와 그 비판자들
《민주주의와 그 비판자들》(Democracy and Its Critics)은 로버트 달이 쓴 미국 정치학 책이다. 이 책은 1989년 출판되었다. 1991년 Elaine and David Spitz Book Award와 1990년 Woodrow Wilson Foundation Book Award를 수상했다.
이 책에서 달은 "민주주의 이론의 가장 기본적인 가정을 검토하고 그것을 비판하는 사람들이 제기한 질문에 대해 테스트하고 민주주의 이론을 새롭고 일관된 전체로 재구성한다. 그는 미래에 선진 민주주의 국가가 존재한다면 민주주의가 나아가야 할 방향을 논의하는 것으로 결론을 맺는다."

## 같이 보기
- 다두정